# Robert B. Wilson
Pour les articles homonymes, voir Robert Wilson et Wilson.
Robert Butler "Bob" Wilson, Jr., né le 16 mai 1937 à Geneva au Nebraska, est un économiste américain, professeur émérite de gestion à l'université Stanford. 
Il a reçu conjointement le prix de la Banque de Suède 2020 en sciences économiques, avec son collègue de Stanford Paul Milgrom pour « les améliorations apportées à la théorie des enchères et l'invention de nouveaux formats d'enchères. »

## Recherches
Wilson est connu pour ses recherches et son enseignement sur la conception des marchés, la fixation des prix, la négociation et les sujets connexes concernant l'organisation industrielle et l'économie de l'information. C'est un expert de la théorie des jeux et de ses applications. Il a largement contribué à la conception d'enchères et de stratégies de mise en concurrence dans les secteurs du pétrole, de la communication et de l'énergie, ainsi qu'à la conception de systèmes de tarification innovants. Ses travaux sur la tarification du service prioritaire pour l'énergie électrique ont été mis en œuvre dans le secteur des services publics.
L'article de Wilson paru en 1968 dans Econometrica, The Theory of the Syndicates, a influencé toute une génération d'étudiants en économie, en finance et en comptabilité. Ce document pose une question fondamentale : dans quelles conditions la représentation attendue des services publics décrit-elle le comportement d'un groupe d'individus qui choisissent les loteries et partagent les risques de manière paritaire ?
Il a publié une centaine d'articles dans des revues scientifiques et des livres depuis la fin de ses études. Il a été rédacteur en chef adjoint de plusieurs revues et a donné plusieurs conférences publiques.
En 1993, il publie un livre sur la tarification non linéaire, une analyse encyclopédique de la conception des tarifs et de sujets connexes pour les services publics, notamment l'électricité, les communications et les transports. Le livre a remporté le prix Leo-Melamed 1995, un prix décerné tous les deux ans par l'université de Chicago pour « l'excellence de l'enseignement d'un professeur de commerce. »
Parmi les autres contributions à la théorie des jeux, citons la négociation des salaires et les grèves, et dans les contextes juridiques, les négociations pour obtenir un accord. Il est l'auteur de certaines des études de base sur les effets de la réputation dans les prix prédateurs, les guerres de prix et autres batailles concurrentielles. 

### Source de la traduction
- (en) Cet article est partiellement ou en totalité issu de l’article de Wikipédia en anglais intitulé « Robert B. Wilson » (voir la liste des auteurs).